# Viejo calavera
Pour plus de détails, voir Fiche technique et Distribution.
Viejo calaver est un film dramatique bolivien écrit et réalisé par Kiro Russo et sorti en 2016.
Le film a été sélectionné en tant qu'entrée bolivienne pour le meilleur film en langue étrangère à la 90e cérémonie des Oscars, mais il n'a pas été nommé.

## Synopsis
L'immaturité et l'imprudence d'Elder Mamani l'handicapent dans la mine d'étain de Huanuni, où il occupe le poste de son père récemment décédé. Elder devient de plus en plus incontrôlable jusqu'à ce que ses collègues demandent son renvoi.

## Fiche technique
- Titre original : Viejo calaver
- Titre international : Dark Skull
- Réalisation : Kiro Russo
- Scénario : Kiro Russo, Gilmar Gonzales
- Photographie : Pablo Paniagua
- Montage : Pablo Paniagua, Kiro Russo
- Pays d'origine : Bolivie
- Langue originale : espagnol
- Format : couleur
- Genre : dramatique
- Durée : 80 minutes
- Dates de sortie :
  - Suisse : 5 août 2016 (Festival international du film de Locarno)

## Distribution
- Narciso Choquecallata : Padrino Francisco
- Anastasia Daza López : la grand-mère, Rosa
- Felix Espejo Espejo : Juan
- Israel Hurtado : Gallo
- Rolando Patzi : Charque
- Elisabeth Ramírez Galván : Tia Carmen
- Julio Cezar Ticona : Elder Mamani

## Voir également